# Rosa de Francia (film 1935)
Rosa de Francia è un film del 1935 diretto da José López Rubio e Gordon Wiles. La sceneggiatura di Helen Logan e José López Rubio si basa sul lavoro teatrale omonimo di Luis Fernández Ardavín e Eduardo Marquina presentato a Madrid il 31 marzo 1923.

## Produzione
Il film, prodotto dalla Fox Film Corporation, fu girato dal 4 al 20 giugno 1935. Secondo Hollywood Reporter, fu il primo film da regista dello scenografo Gordon Wiles e l'ultima produzione in spagnolo della Fox, film che ottenne un budget doppio rispetto a quelli spesi in precedenza dalla casa di produzione.

## Distribuzione
Il copyright del film, richiesto dalla 20th Century Fox Film Corp., fu registrato il 12 ottobre 1935 con il numero LP5844. Distribuito dalla Twentieth Century Fox Film Corporation, il film fu presentato a New York il 25 ottobre 1935. In Spagna, uscì a Madrid il 2 febbraio 1936.